# Ригони, Никола
Нико́ла Риго́ни (итал. Nicola Rigoni; 12 ноября 1990, Скио) — итальянский футболист, полузащитник клуба «Монтеккьо-Маджоре». Брат другого известного футболиста, Луки Ригони.

## Карьера
Никола Ригони воспитанник клуба «Виченца». Проведя время в составе Примаверы команды, он, в сезоне 2006/07 дебютировал в основном составе клуба. Во второй половине сезона 2008/09 Ригони стал регулярно выступать за основной состав команды, проведя 10 игр и забив первый гол в профессиональной карьере (в последнем туре Никола поразил ворота «Пьяченцы»). В том же сезоне он продлил контракт с клубом до 2013 года, несмотря на то, что имел предложения от клубов серии А — «Кальяри», «Пармы» и «Кьево». 29 июня 2009 года половину контракта Ригони выкупил «Палермо», однако по договору футболист должен был провести ещё один сезон в Виченце на правах аренды. В сезоне 2009/10 Никола провёл за клуб 19 матчей и ещё одну игру в Кубке Италии.
25 июня 2010 года Ригони стал полноправным игроком «Палермо». 26 августа он дебютировал в составе клуба в матче Лиги Европы с клубом «Марибор», выйдя на замену вместо Фабио Ливерани. 3 дня спустя он сыграл первый матч в серии А, выйдя на замену вместо Массимо Маккароне в игре с «Кальяри» (0:0).
В августе 2013 года был отдан в аренду на половину сезона клубу «Реджина». После этого вновь был отдан в полуторагодичную аренду. На сей раз в «Читаделлу». Сезон 2015 начал в составе «Кьево», которому и принадлежал.